# Luigi Maria Monti

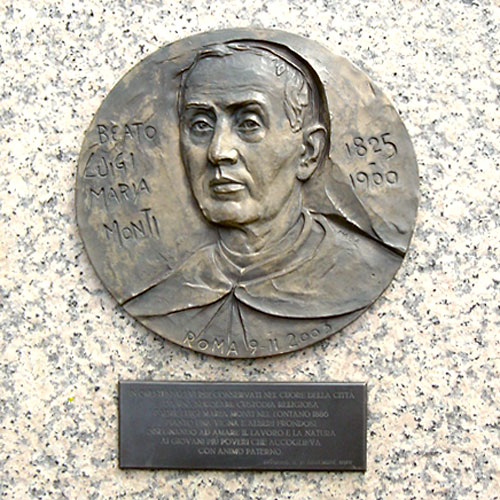
Gedenktafel für den Se. Luigi Maria Monti

Luigi Maria Monti (* 24. Juli 1825 in Bovisio bei Mailand, Italien; † 1. Oktober 1900 in Saronno) war ein Laienbruder und Gründer der Kongregation „Söhne der Unbefleckten Empfängnis“. Er setzte sich für die Heilung der körperlichen und seelischen Wunden der Kranken und Waisen ein und wurde am 9. November 2003 durch Papst Johannes Paul II. seliggesprochen.

## Geschichte
Luigi wurde in eine bescheidene Familie hineingeboren und verlor seinen Vater im Alter von zwölf Jahren. Er war das achte von elf Kindern, und um seine Mutter und Geschwister zu unterstützen arbeitete er als Schreiner. Während dieser Zeit versammelten sich viele Bauern und Handwerker seines Alters in Oratorien und gestalteten ihre Abende. Unter dem Namen „Gesellschaft des Heiligsten Herzens Jesu“ nahmen sie sich, im Sinne des Evangeliums, der Armen, Kranken und Waisenkinder an. Monti arbeitete als Krankenpfleger im Krankenhaus von Brescia. 1858 übersiedelte Monti zusammen mit der Ordensschwester Ciprano Pezzini, aus einem Marienorden, nach Rom und gründete hier im „Krankenhaus vom Heiligen Geist“ eine religiöse Laienorganisation für die Krankenpflege. An der Universität Rom legte er sein Diplom für die Phlebotomie und Heilkunde ab.

## Seine Berufung
Im Alter von 21 Jahren (1846) hatte Monti bei den „Söhnen der Unbefleckten Empfängnis“ (Pavonianer), die fünf Jahre zuvor vom Seligen Lodovico Pavoni gegründet worden war, sein Noviziat begonnen und sein Keuschheitsgelübde abgelegt. Er übernahm in Bovisio die Leitung der Ordensgemeinschaft. Unter der Beeinflussung des Ortspfarrers bildete sich eine Opposition gegen Monti, die ihm politische Verschwörung unterstellte und die Zusammenarbeit mit den österreichischen Besatzern vorwarf. Dieses führte 1851, zusammen mit seinen Begleitern, zu seiner Festnahme, mit der Freilassung nach 72 Tagen wurde ein Prüfverfahren eingeleitet, durch welches er als Unschuldig freigelassen wurde. 1857 legte er das vollständige Ordensgelübde zur Armut, Keuschheit und Gehorsam (Evangelische Räte) ab und entwickelte die Idee zur Gründung einer selbständigen „Kongregation für den Dienst an den Kranken in Rom“. 1877 wurde er von Papst Pius IX. zum Ordensoberen berufen und leitete bis zum Tode die Ordensgemeinschaft. Luigi Monti weitete seine Arbeit und Idee über die Grenzen des römischen Krankenhauses aus; während der starken Epidemien gründete er weitere Arbeitsgemeinden und wies mit Nachdruck auf die schlechte Situation der Bauern hin. Im Jahre 1882 wurde er durch einen Mönch inspiriert, die bisherige Arbeit in der Krankenpflege auf die Betreuung von Waisenkindern zu erweitern, worauf Monti 1886 das erste Waisenhaus in Saronno und im gleichen Jahr auch eines in Cantù eröffnete.

## Die Seligsprechung
1941 leitete der Erzbischof von Mailand, Alfredo Ildefonso Schuster, die bischöfliche Phase der Seligsprechung ein. Sie wurde erst im Jahr 1951 abgeschlossen. Noch einmal 50 Jahre später, im Jahr 2001, lag die Bearbeitung bei der „Kongregation für die Selig- und Heiligsprechungsprozesse“ vor und wurde 2003 mit dem Seligsprechungsdekret abgeschlossen. Am 9. November 2003 wurde Luigi Maria Monti von Papst Johannes Paul II. seliggesprochen. In seiner Predigt, aus Anlass der Seligsprechung, sagt er: 

„Luigi Maria Monti, der sich vollkommen der Heilung der körperlichen und seelischen Wunden der Kranken und Waisen gewidmet hatte. Er nannte sie gerne »die Armen Christi« und war im Dienst an ihnen von einem lebendigen Glauben beseelt, der von intensivem und ständigem Gebet unterstützt wurde. In seiner Hingabe an das Evangelium orientierte er sich stets am Vorbild der allerseligsten Jungfrau und stellte die von ihm gegründete Kongregation unter den Schutz der Unbefleckten Jungfrau Maria.“

Der liturgische Gedenktag ist auf den 22. September festgelegt.